# The Life of General Villa
Pour plus de détails, voir Fiche technique et Distribution.
The Life of General Villa est un film muet américain réalisé par Christy Cabanne, sorti en 1914.
Raoul Walsh réalisa la partie documentaire sur la bataille de Torreón, qui fut intégrée au film de Christy Cabanne.

## Synopsis
Documentaire scénarisé sur la jeunesse de Pancho Villa.

## Fiche technique
- Titre original : The Life of General Villa
- Réalisation : Christy Cabanne, Raoul Walsh
- Production : H. E. Aitken, D. W. Griffith, Frank N. Thayer
- Société de production : Mutual Film Corporation
- Société de distribution : Mutual Film Corporation
- Pays de production :  États-Unis
- Format : noir et blanc — 35 mm — 1,37:1 — Film muet
- Genre : Biographie, Documentaire
- Durée : 105 minutes
- Date de sortie :
  - États-Unis : 9 mai 1914
- Licence : Domaine public

## Distribution
- Pancho Villa : lui-même
- Irene Hunt : sa sœur aînée
- Teddy Sampson (en) : sa sœur cadette
- Raoul Walsh : Villa, jeune
- W.H. Lawrence : un officier fédéral
- Walter Long : un officier fédéral

## Autour du film
- Ce film, remonté différemment, sortit en 1915, sous le titre The Outlaw's Revenge[1].